# Європа (готель, Київ)
Готе́ль «Європа» — колишній готель, споруджений архітектором Олександром Беретті у 1857—1858 роках у Києві.
Стояв на місці нинішнього Українського дому на Європейській площі.

## Історія
З 1805 по 1851 роки на місці готелю був Перший міський театр. Після його знесення 1851 року майданчик певний час стояв порожній.
1857 року за проектом видатного архітектора Олександра Беретті було розпочато будівництво триповерхового будинку для готелю «Європа». 1858 року будівництво було завершене.
Готель був одним із найкращих готелей міста.
У різний час тут зупинялися поет Федір Тютчев, історик Микола Костомаров, вчений Ілля Мечніков.
Після 1918 року як готель не працював, у будинку розташувалися різні установи.
Після 1934 року використовувалася як адміністративна будівля — розташовувались Генеральна прокуратура, Наркомат юстиції, пізніше міністерство геології.
Будівля планувалася до знесення у 1930-х роках та 1955 році.
Остаточно будівля була знесена 1979 року з метою будівництва нового будинку Музею Леніна (тепер Український дім).